# Maxim Kaibchanowitsch Dadaschew
Maxim Kaibchanowitsch Dadaschew (russisch Максим Каибханович Дадашев; * 30. September 1990 in Leningrad, Russland; † 23. Juli 2019 in Cheverly, Vereinigte Staaten) war ein russischer Profiboxer und stand im Juli 2019 auf Platz 4 der IBF-Weltrangliste im Halbweltergewicht.
Als Amateur war er unter anderem russischer Juniorenmeister 2008 und Silbermedaillengewinner der Jugend-Weltmeisterschaften 2008 im Federgewicht.

## Amateurkarriere
Maxim Dadaschew gewann bei russischen Juniorenmeisterschaften 2007 eine Bronzemedaille im Bantamgewicht und 2008 die Goldmedaille im Federgewicht. Er war daraufhin für die Jugend-Weltmeisterschaften 2008 in Mexiko qualifiziert, wo er erst im Finale gegen Óscar Valdez unterlag und die Silbermedaille gewann.
Bei den Erwachsenen siegte er 2010 bei der russischen Sommer-Spartakiade und gewann Bronze bei den Russischen Meisterschaften, als er im Halbfinale des Leichtgewichts gegen Albert Selimow ausgeschieden war. 2012 gewann er Bronze im Halbweltergewicht, nach einer Niederlage im Halbfinale gegen Armen Sakarjan. Bei den Russischen Meisterschaften 2013 verlor er im Finale des Halbweltergewichts gegen Witali Dunaizew und wurde Vizemeister.
Bis 2014 boxte er für das Russian Boxing Team in der World Series of Boxing und gewann 2013 auch eine Bronzemedaille im Halbweltergewicht bei den World Combat Games in Russland. Bei den Europaspielen 2015 in Aserbaidschan schied er im Achtelfinale knapp mit 1:2 gegen Dean Walsh aus.
Insgesamt gewann er als Amateur 281 von 301 Kämpfen.
- Auswahl int. Turnierergebnisse:

- 2013: 2. Platz beim Turnier Gee-Bee in Finnland
- 2013: 3. Platz beim Turnier Giraldo Córdova Cardín in Kuba
- 2012: 3. Platz beim Turnier Strandja Memorial in Bulgarien
- 2011: 2. Platz beim World Cup of Petroleum Countries in Russland
- 2011: 3. Platz beim Turnier Zlatko Hrbić in Kroatien
- 2011: 3. Platz beim Governor Cup in Russland
- 2008: 1. Platz beim Turnier Franko Blagonić in Kroatien
- 2008: 1. Platz beim Turnier Battle of Stalingrad in Russland
- 2007: 1. Platz beim Turnier Franko Blagonić in Kroatien

## Profikarriere
Maxim Dadaschew stand als Profi bei dem US-Promoter Top Rank unter Vertrag und wurde von Egis Klimas gemanagt sowie von Marco Contreras und Buddy McGirt trainiert. Sein Profidebüt gewann er am 2. April 2016 in Port Hueneme, Kalifornien. Dadaschew lebte mit seiner Frau und seinem 2016 geborenen Sohn im kalifornischen Oxnard.
Dadaschew boxte ausschließlich in den Vereinigten Staaten und blieb in 13 Kämpfen ungeschlagen. Sein bis dahin bedeutendster Sieg gelang ihm dabei am 9. Juni 2018, als er Darleys Pérez in Las Vegas durch TKO in der zehnten Runde besiegen konnte und dadurch den NABF-Titel im Halbweltergewicht gewann. Am 20. Oktober 2018 besiegte er in einer Titelverteidigung Antonio DeMarco einstimmig nach Punkten.
Am 19. Juli 2019, beim Kampf um die Position 2 der IBF-Weltrangliste, verlor er durch Kampfabbruch seiner Ringecke gegen Subriel Matías. Nach dem Kampf brach Dadaschew noch auf dem Weg in die Kabine zusammen und wurde ins Krankenhaus eingeliefert, wo er nach einer Notoperation in ein künstliches Koma versetzt wurde. Vier Tage später starb Dadaschew an den Folgen seiner Verletzungen.